# ايرانشاهي (مقاطعة دلفان)
ايرانشاهي (بالفارسية: ایرانشاهی) هي قرية تقع في قسم خاوة الشمالي الريفي (مقاطعة دلفان) في إيران. يقدر عدد سكانها بـ 1500 نسمة .